# Осиповка (Кемеровская область)
О́сиповка — упразднённый посёлок в Гурьевском районе Кемеровской области. Входил в состав Салаирского горсовета.

## История
Во времена Российской империи Осиповка была одним из перекладочных пунктов Сибирского тракта (пункт отдыха и смены лошадей), на пути из Салаирского кряжа до сереброплавильного завода села Павловск.
Входила в состав Салаирской волости Кузнецкого уезда Томской губернии. Официальные названия: засёлок Осиповский и заимка Осипова.
Во времена СССР — посёлок находившийся на территории Салаирского горсовета Гурьевского района.
Постановлением Кемеровского облисполкома № 272 от 21 августа 1989 года, посёлок Осиповка, административно подчинённый Салаирскому горсовету, исключён из списка учётных данных.
Сохранились некоторые постройки, пасека.

## География
Посёлок Осиповка расположен в юго-западной части Гурьевского района на реке Осиповка, в 6-ти километрах от города Салаир и в 4-х километрах от границы Кемеровской области и Алтайского края.
Территория бывшего посёлка находится на землях лесного фонда относящимся к Гурьевскому лесничеству.
Центральная часть бывшего населённого пункта расположена на высоте 449 метров над уровнем моря.

## Население
В 1899 году проживало 26 человек (15 мужчин и 11 женщин).
По данным Всероссийской переписи населения 1920 года в Осиповке числилось 8 дворов и 38 жителей.
В 1968 году проживало 75 человек, имелось 25 хозяйств.
В настоящее время постоянное население отсутствует.

## Транспорт
Добраться до Осиповки можно по грунтовой дороге, берущей начало от улицы Трактовой в городе Салаир, на автомобиле повышенной проходимости или пешком.